# جون فورد
جون فورد (بالإنجليزية: John Ford) (1 من فبراير 1894م – 31 من أغسطس 1973م) هو مخرج سينمائي أمريكي من أصل أيرلندي. وقد اشتهر بإخراج أفلام الغرب الأمريكي مثل: عربة الجياد (1939) والباحثون (1956) والرجل الذي أطلق النار على ليبرتي فالنس (1962). كما اشتهر بتحويل الروايات الكلاسيكية الأمريكية في القرن العشرين إلى أفلام سينمائية، مثل فيلم عناقيد الغضب (1940) المقتبس عن رواية بنفس العنوان للكاتب جون ستاينبيك. وقد حطم الأرقام القياسية بحصوله على أربع جوائز أوسكار كأفضل مخرج أعوام (1935، 1940، 1941، 1952). ومن ضمن هذه الأفلام: فيلم كم كان واديي أخضرا الذي حاز أيضًا على جائزة أوسكار لأفضل فيلم عام 1941 (وقد كان ينافسه على الجائزة فيلم المواطن كين).
وقد استمرت حياته المهنية لأكثر من خمسين عامًا، وخلال تلك المدة أخرج فورد ما يزيد عن 140 فيلمًا (على الرغم أن تقريبًا كل أفلامه الصامتة لا يوجد لها أثر). كما يُعد على نطاق واسع واحدًا من أهم صناع الأفلام وأكثرهم تأثيرًا في جيله. وقد حظيت أفلام فورد وسماته الشخصية باحترام وإعجاب كبيرين من قبل زملائه؛ فقد لقبه إنغمار برغمان وأورسن ويلز بأحد أعظم المخرجين على الإطلاق.
وعلى وجه الخصوص، كان فورد رائدًا في التصوير خارج الأستوديو وبارعًا في اللقطة الطويلة، وهذا وضع شخصياته في تحدٍ مع التضاريس الطبيعية القاسية والوعرة.

## البدايات
ولد جون فورد، الابن العاشر لأسرته، في ولاية مين، لأسرة كاثوليكية إيرلندية مهاجرة. اسمه الأصلي جون مارتن فيني. والده في الأصل من قرية «سبيدال» في مقاطعة جلوي، أقدم قرى جزر «آران» غرب إيرلندا. لأسرته إحدى عشر طفلا، توفي خمسة منهم قبل سن البلوغ.

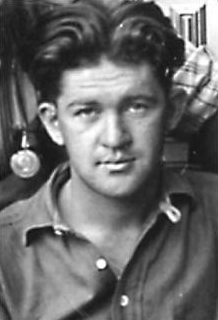
فورد عام 1915

أنهى جون دراسته الثانوية في مدرسة بورتلاند. ثم رحل إلى هوليوود، لاحقا بأخيه الأكبر فرانسيس، الذي كان قد غير اسمه لفرانسيس فورد. كان فرانسيس ممثلا ناجحا ونشيطا، بدأ التمثيل عام 1909، ثم مخرجا عام 1912، وقدم عددا ضخما من الأفلام القصيرة. أسوة بأخيه، غير جون اسمه إلى جاك فورد. وعمل ممثلا عند أخيه مدة سنتين. وقد شارك جاك في دور صغير في الفيلم الشهير مولد أمة كعضو في منظمة كو كلوكس كلان.
بعد قرابة ثلاث سنوات من العمل كممثل، قدم فيها حوالي 20 فيلما أغلبها أفلام قصيرة، ترك جاك فورد التمثيل عام 1917 واتجه للإخراج.

## مرحلة الأفلام الصامتة
أخرج فورد أول أفلامه بعنوان «الإعصار» وهو فيلم وسترن قصير قام ببطولته هو بنفسه. ثم قدم فيلمه الطويل الأول بعنوان «إطلاق النار المتتابع» وقام ببطولة الفيلم نجم الأفلام الصامتة في حينها «هاري كاري». بعد ذلك عمل جاك فورد مع هاري كاري في 25 فيلما كلها أفلام وسترن.
بعد ثلاث سنوات ناجحة مع استوديوهات يونيفرسال، قدم فيها 36 فيلما بين قصير وطويل، انتقل جاك فورد عام 1920 للعمل مع استوديو فوكس.
قدم فيلمه الأول لدى فوكس بعنوان «للزملاء فقط» وهو فيلم وسترن كوميدي. ثم خرج من مجال الوسترن لأول مرة حين قدم فيلم «الآنسة الصغيرة تبتسم»، وهو فيلم مفقود مثل كثير من أفلام فورد الصامتة.
عام 1923، غير جاك فورد اسمه إلى جون فورد. وظهر بهذا الاسم لأول مرة في الفيلم الدرامي «كاميو كيربي» الذي قام ببطولته الممثل المعروف حينها جون جيلبرت.

### فيلم الحصان الحديدي
ثم حقق فورد أبرز نجاح له منذ بدايته حين قدم عام 1924 الفيلم الملحمي «الحصان الحديدي»، الذي يحكي قصة أول سكة حديدية عبر القارات. كان الفيلم طويلا جدا وذا إنتاج ضخم. تم تصوير الفيلم في صحراء نيفادا. كانت التجهيزات والأمور اللوجستية مكلفة جدا. حيث تم بناء قريتين كاملتين، وتم الاستعانة بحوالي 5000 ممثل ثانوي، و100 طباخ، و2000 مسار سكة حديد، وعدد من الفرسان و800 هندي و1300 جاموس و2000 حصان و10000 من الغنم، إضافة إلى استخدام 50000 قطعة وأداة تعود لأصحابها الأصليين، من ضمنها عربة الحصان الخاصة بهوراس غريلي، والمسدس الخاص بوايلد بيل هيكوك.

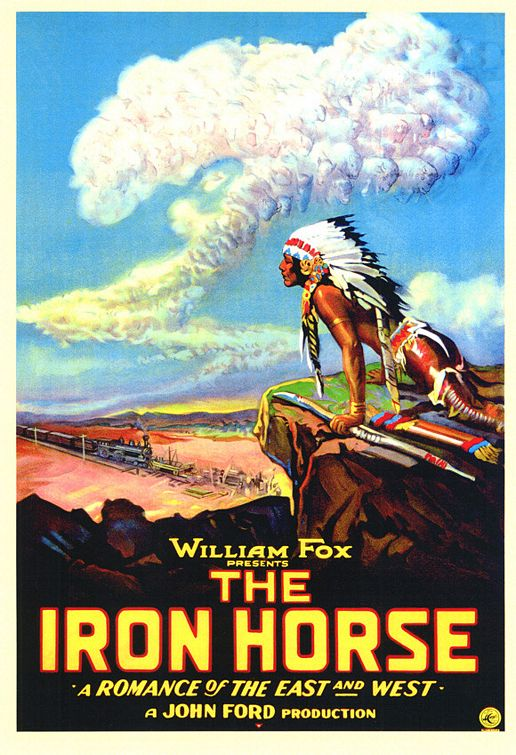
ملصق فيلم الحصان الحديدي، ويظهر عليه اسم جون فورد.

واجه المشروع الكبير مصاعب عديدة. مثل التأخر عن الجدول الزمني المرسوم. وتأجيل التصوير مرات عديدة بسبب الأجواء السيئة والشتاء القارس. ثم ضغوطات مدراء الإنتاج لدى شركة فوكس. لكن رغم كل ذلك، كان ويليام فوكس مؤسس ورئيس استوديوهات فوكس، داعما كبيرا لفورد ومشروعه، وأتاح له فرصة إكمال فيلمه. وكانت النتيجة أن أصبح فيلم «الحصان الحديدي» أحد أنجح الأفلام وأكثرها إيرادات في عقد العشرينات. حيث جمع الفيلم أكثر من مليوني دولار حول العالم. وقد كانت ميزانية الفيلم لا تتجاوز 280 ألف دولار. وقد جعل الفيلم من فورد مخرجا معروفا.

### نهاية العشرينات
خلال فترة العشرينات، قدم فورد عددا كبيرا من الأفلام. وأصبح معروفا جدا بتقديمه أفلام الوسترن، التي هبطت شعبيتها مع نهاية العشرينات. قدم فورد آخر فيلم وسترن صامت عام 1926 بعنوان «ثلاثة رجال سيئين» الذي صوره في صحراء موهافي. ويعتبر هذا الفيلم من أهم أفلام فورد الصامتة. وقد ألهم هذا الفيلم المخرج أكيرا كوروساوا الذي قدم عام 1958 فيلما مستوحى بعنوان «ثلاثة رجال سيئين في القلعة الخفية». ثم توقف فورد عن تقديم أفلام الوسترن مدة 13 سنة حتى عام 1939.
بعد انفضاض الناس عن أفلام الوسترن، اضطر فورد لتقديم أنواع أخرى من الأفلام. مثل فيلم الدراما «أربعة أبناء» عام 1927 الذي تدور أحداثه في الحرب العالمية الأولى ويحكي مأساة عائلة ألمانية يقاتل أبناؤها على جبهات مختلفة. حقق الفيلم نجاحا في شباك التذاكر. وقد ظهر في الفيلم في دور هامشي الممثل جون وين الذي كان في بداياته. كان فورد وقتها متأثرا بالمخرج الألماني المعروف «فردرك وليم مورناو»، والذي كان يعمل أيضا لدى استوديوهات فوكس. وتأثر خاصة بفيلمه شروق الشمس.
ثم قدم عام 1928 آخر أفلامه الصامتة وهو فيلم كوميدي بعنوان «فتى قوي» من بطولة الممثل فيكتور مكلاغلن.
أخرج فورد بين عامي 1917 و1928 حوالي خمسين فيلما صامتا. معظمها -حوالي 85% منها- الآن مفقود إلا بضعة أفلام تم العثور عليها.
خلال العشرينات، كان فورد رئيس «جمعية مخرجي الأفلام» التي أصبحت فيما بعد نقابة المخرجين الأمريكيين.

## بداية الأفلام الناطقة

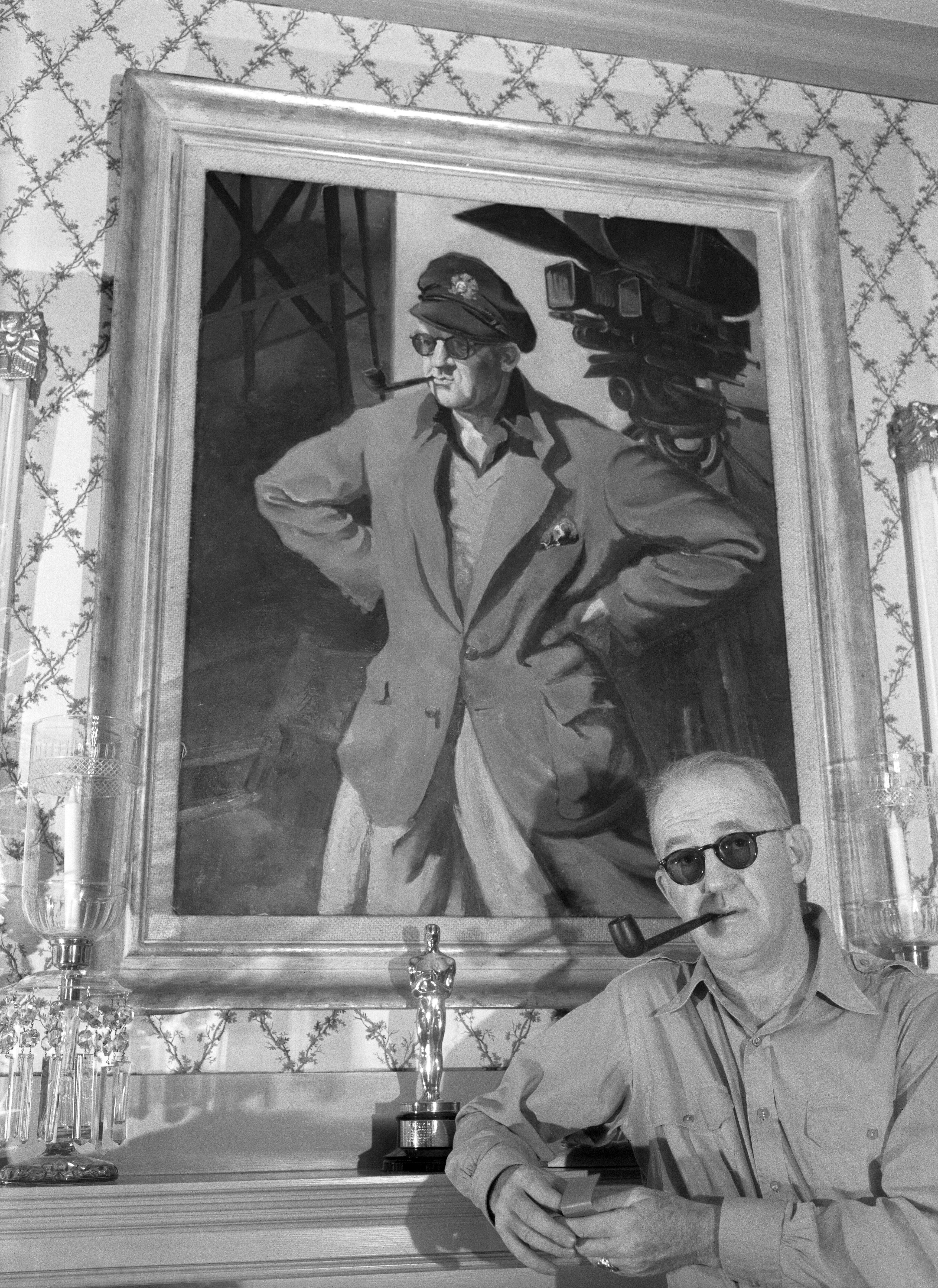
المخرج جون فورد يقف أمام صورة شخصية له وتمثال جائزة الأوسكار، حوالي عام 1946

كان فورد، عكس الكثير من مخرجي الأفلام الصامتة، متحمسا للأفلام الناطقة. أخرج فيلمه الناطق الأول عام 1928. وهو فيلم قصير بعنوان «حلاق نابليون». بعد ذلك قدم فورد أنواع مختلفة من الأفلام. مثل فيلم المغامرات «الساعة السوداء» عام 1929. وفيلم الدراما «رجال بدون نساء» وفيلم الجريمة «ولد متهورا»عام 1930، إضافة إلى الفيلم الكوميدي «إلى النهر» الذي شارك فيه الممثلان سبنسر تريسي وهمفري بوغارت وكان ظهورهما الأول على الشاشة.
قدم فورد عام 1931 ثلاثة أفلام، أهمها الفيلم المقتبس عن رواية الكاتب سنكلير لويس بعنوان أروسميث. رشح الفيلم لأربعة جوائز أوسكار، من ضمنها جائزة أحسن فيلم.
عام 1932، أخرج فورد فيلمين خارج استويو فوكس. أحدها من إنتاجه مع استوديو إم جي إم بعنوان «لحم». وآخر مع استوديو يونيفرسال عنوانه «البريد الجوي» ونجح الفيلم في شباك التذاكر. في العام التالي عاد فورد إلى العمل مع استوديو فوكس.
عام 1933، وبعد العودة لشركة فوكس، قدم فورد الفيلم الكوميدي «الدكتور الثور»، الذي كان واحدا من ثلاثة أفلام كوميدية لفورد كان بطلها الممثل المعروف ويل روجرز. الفيلم الثاني مع روجرز أتى عام 1934، بعنوان «القاضي القس» الذي لاقى نجاحا كبيرا. والثالث عام 1935 وعنوانه «جولة الباخرة حول المدينة». شارك في الفيلمين الأخيرين أخوه فرانسيس فورد.
من الأفلام التي قدمها فورد تلك الفترة فيلم الحرب «آخر دورية» مع الممثلين الإنجليزيين فيكتور مكلاغلن وبوريس كارلوف. كان الفيلم إعادة إنتاج لفيلم بريطاني صامت بنفس العنوان. حقق الفيلم نجاحا نقديا وجماهيريا، واقتبس مخرجون آخرون أفلاما عن هذا الفيلم. ثم قدم الفيلم الكوميدي «كل البلدة تتحدث» مع الممثل إدوارد روبنسون والممثلة جين آرثر.
في منتصف الثلاثينات كان فورد أحد أشهر المخرجين في هوليوود. ثم بلغ ذروة نجاحه حتى تلك الفترة عام 1935 حين قدم الفيلم الدرامي الخائن مع الممثل الإنجليزي فيكتور مكلاغلن الذي لعب دور العامل الإيرلندي الذي يخون أصحابه ويبلغ عنهم الشرطة مقابل القليل من المال. فاز الفيلم بأربعة جوائز أوسكار، من ضمنها جائزة أفضل مخرج لجون فورد.
عام 1936 قدم فيلم «سجين جزيرة الحوت» الذي يحكي قصة الطبيب الذي عالج جون ويلكس بوث (قاتل الرئيس إبراهام لينكولن). لعب دور الطبيب الممثل وارنر باكستر. والفيلم التاريخي «ماري اسكتلندا» من بطولة الممثلة كاثرين هيبورن التي لعبت دور الملكة ماري ستيوارت، والممثل فريدريك مارج الذي لعب دور زوجها إيرل بوثويل الرابع. لم يحقق الفيلم النجاح المطلوب.
في عام 1937 أخرج فورد فيلم الدراما الإعصار. رشح الفيلم لثلاث جوائز أوسكار وحصل على واحدة. وفيلم المغامرات «وي ولي ونكي» المقتبس عن قصة الكاتب روديارد كبلينغ. قامت الممثلة شيرلي تيمبل ببطولة الفيلم. تم تصوير الفيلم في وادي سان فيرناندو، الذي كانت تصور فيه المسلسلات التلفزيونية وأفلام الوسترن الرخيصة. أصبح موقع التصوير هذا، بالإضافة إلى وادي النصب، أحب الأماكن إلى فورد والتي صور فيها أهم أفلامه القادمة.

## فترة الذروة

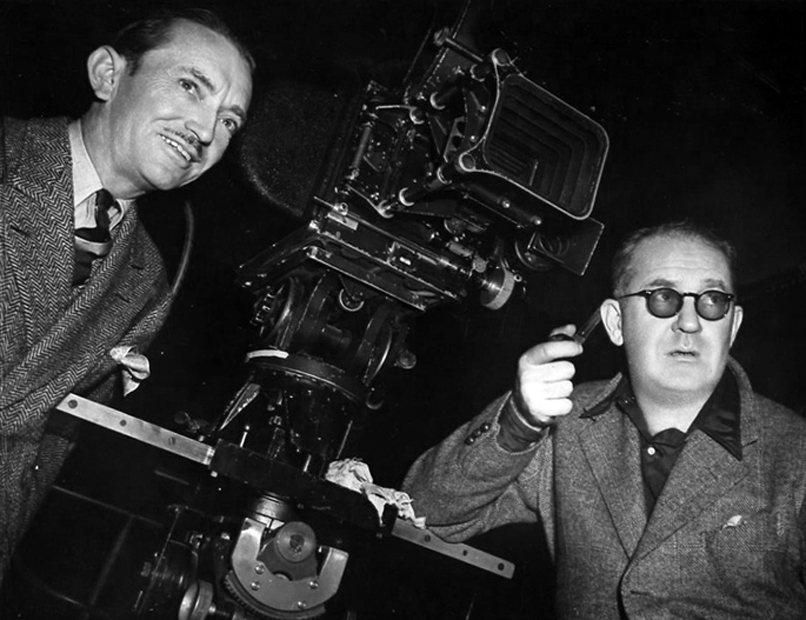
فورد مع المصور برت جلينون عام 1939 أثناء تصوير فيلم عربة الجياد

في عام 1939 قدم فورد أحد أهم أفلامه حين عاد لأفلام الوسترن بعد انقطاع، عربة الجياد مع الممثل جون وين الذي يعتبر أحد أهم الأفلام الأمريكية. ويذكر أن المخرج أورسون ويلز شاهد الفيلم أكثر من أربعين مرة. وهو أول فيلم يصوره فورد في وادي النصب، الموقع الذي صور فيه ستة أفلام وسترن أخرى من أهم أفلامه. وقد رشح الفيلم لسبعة جوائز أوسكار. ومن بعده قدم فيلم سيرة عن الرئيس أبراهام لينكون بعنوان «شباب السيد لينكون» من بطولة هنري فوندا. وفي نفس العام أيضا أخرج أول فيلم ملون له، «الطبول تقرع في وادي الموهوك» عن الثورة الأمريكية. عام 1940 قدم فورد الفيلم الذي حاز من خلاله على جائزة الأوسكار لأفضل مخرج، عناقيد الغضب المقتبس عن رواية الكاتب جون ستاينبيك. ويعتبر من أهم الأفلام عموما. بعد ذلك قدم فورد فيلمين أقل شهرة، بيت الرحلة الطويلة الذي رشح لسبعة جوائز أوسكار، والفيلم الكوميدي «طريق التوباكو».
سنة 1941 قدم فورد آخر أفلامه قبل الحرب العالمية الثانية، كم كان واديي أخضرا الذي فاز بجائزة الأوسكار لأفضل فيلم وفاز فورد بالأوسكار الثالث له كأفضل مخرج. وكان الفيلم من أهم أفلام تلك السنة وأكثرها تحقيقا للإيرادات.

### سنوات الحرب
خلال الحرب العالمية الثانية، انضم جون فورد للمجهود الحربي كضابط في البحرية الامريكية رئيسا لوحدة التصوير في مكتب الخدمات الاستراتيجية التي قدمت أفلاما وثائقية خاصة بالبحرية. خلال تلك الفترة فاز فورد بجائزتي أوسكار أخريين، واحدة من أجل الفيلم شبه الوثائقي «معركة ميدواي» (1942)، وثانية لفيلم الدعاية «7 ديسمبر: الفيلم» (1943). وقد أصيب فورد في معركة ميدواي في ذراعه بشظية أثناء تصوير الهجوم الياباني على محطة توليد الكهرباء في جزيرة ساند في ميدواي.

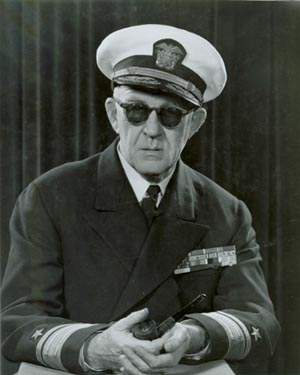
جون فورد باللباس العسكري عام 1952

وكان فورد حاضرا أيضا على شاطئ أوماها يوم الإنزال في نورماندي. فقد عبر القناة الإنجليزية على متن مدمرة رست قبالة شاطئ أوماها في الساعة السادسة حيث أبصر الموجة الأولى من الإنزال على الشاطئ من على السفينة، ثم نزل إلى الشاطئ في وقت لاحق مع فريق من مصوري خفر السواحل الأمريكي الذين صوروا المعركة من خلف الحواجز التي على الشاطئ، وكان فورد يعطي التوجيهات لمصوريه. تم تحرير الفيلم في لندن، ولكن تم بث القليل جدا للجمهور. وأوضح فورد في مقابلة عام 1964 أن حكومة الولايات المتحدة كانت «خائفة من إظهار عدد كبير من الضحايا الأمريكيين على الشاشة»، مضيفا أن كامل الفيلم الذي صوره يوم الإنزال «لا يزال موجودا بالألوان في مخزن في أناكوستيا بالقرب من واشنطن العاصمة». وبعد ثلاثين عاما، ذكر المؤرخ ستيفن أمبروز أن «متحف آيزنهاور» لم يتمكن من العثور على الفيلم.

### بعد الحرب
كانت أفلام فورد في فترة ما بعد الحرب -كما كانت قبلها- تتراوح بين أفلام أخفقت تجاريا وأفلام ذات نجاح تجاري كبير. وكثير من أفلامه بعد الحرب كانت ناجحة جدا في شباك التذاكر. أما على المستوى الفكري، كانت أفلام فورد في السنوات التي أعقبت الحرب «تطغى عليها شيئا فشيئا نبرة الحنين مع تزايد خيبة أمله من وضع أمريكا بعد الحرب. حيث رأى أن الظلم والعنصرية والجشع حلت محل القيم التي كان يؤمن بها وكان الآخرون قد حاربوا من أجلها».
قدم أول أفلامه بعد الحرب عام 1946 مع هنري فوندا في فيلم الوسترن «عزيزتي كلمنتين» الذي يعتبر من أهم أفلام الوسترن التي قدمها. بعد ذلك رفض فورد عرضا مغريا من المنتج داريل فرانسيس زانوك لتوقيع عقد إلزامي مع استوديو فوكس وفضل العمل كمخرج مستقل. قدم فورد أعماله في تلك الفترة لصالح شركة «الأسطول» للإنتاج التابعة له ولصديقه ميرين كوبر التي أسساها قبل الحرب.
كان عمله التالي «الهارب» (1947) مقتبسا عن رواية لغراهام غرين، وتم تصويره في المكسيك، وكان كذلك بطولة هنري فوندا. يصف الناقد برت وود الفيلم بأنه «ينتمي إلى فترة معينة وأقل شهرة من حياة فورد العملية، قدم فيها أفلاما»فنية بحتة«فيها وعي ذاتي، أظهرت تأثره بمدرسة التعبيرية الألمانية والأدب الإنجليزي والأيديولوجيا الدينية». وهو فيلم مفضل لدى فورد نفسه رغم عدم نجاحه تجاريا.

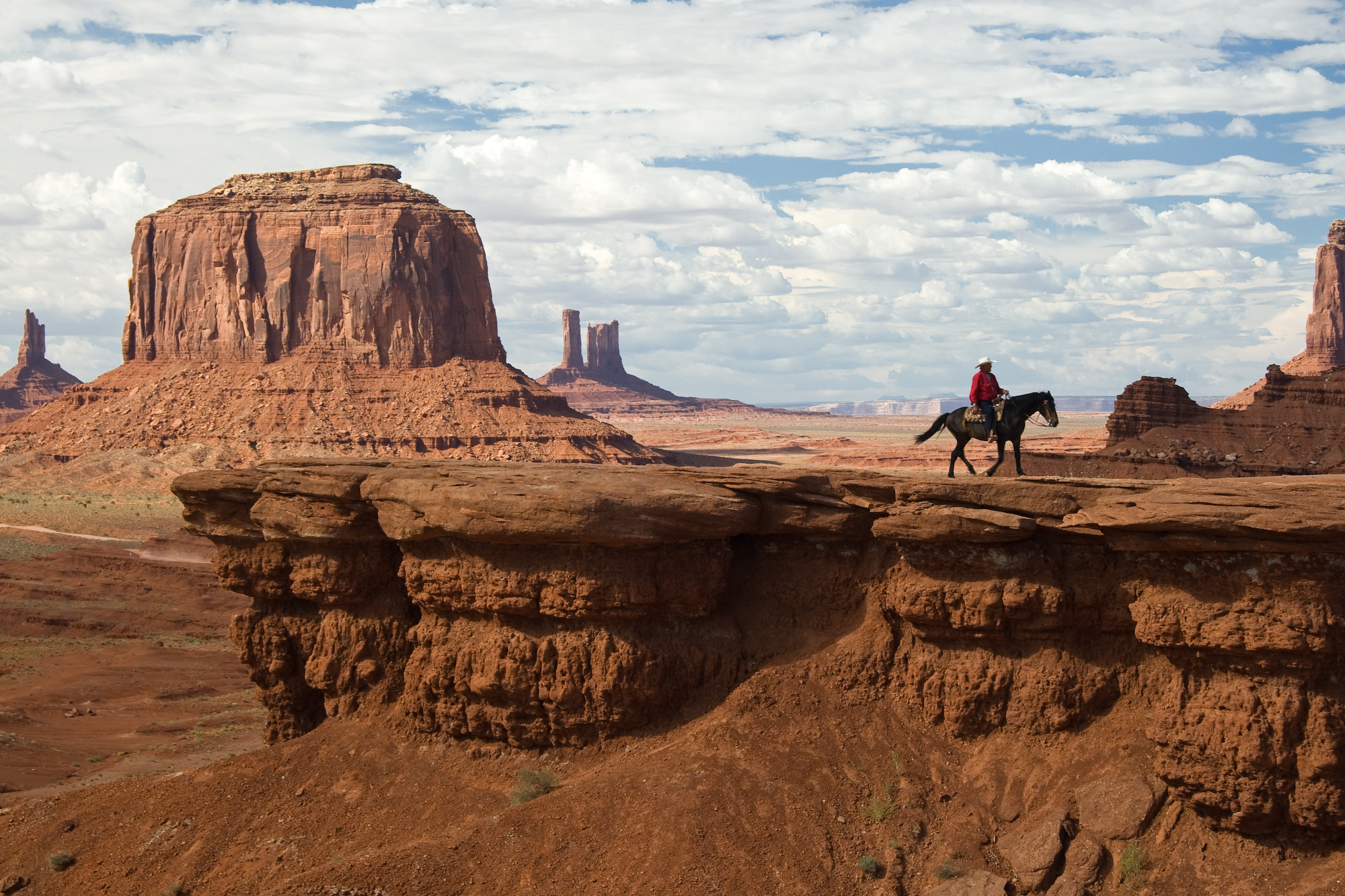
وادي النصب، موقع التصوير المفضل لدى جون فورد

عام 1948 قدم فيلم «حصن أباتشي» مع جون وين وهنري فوندا، وكان من أوائل الأفلام التي أظهرت الهنود الحمر بشكل واقعي وعاطفي. كان الفيلم من أواخر أفلام الممثلة شيرلي تيمبل. حقق الفيلم نجاحا تجاريا كبيرا. في نفس العام قدم أيضا فيلم «3 آباء روحيين» أيضا مع جون وين. أهدى فورد العمل لرفيقه الممثل هاري كاري الذي توفي قبل صدور الفيلم بقليل.
في 1949 قدم بميزانية كبيرة فيلم لبست الشريط الأصفر الذي يحتفى به على نطاق واسع لجودة التصوير فيه (بما في ذلك مشهد الفرسان الشهير الذي تم تصويره أمام عاصفة قادمة)، وقد حصل مصوره على جائزة الأوسكار لأفضل تصوير سينمائي. كما تلقى بطل الفيلم جون وين (وعمره 41 عاما في حينها) ثناء واسعا لأدائه دور النقيب ناثان بريتلز البالغ من العمر 60 عاما.

### الخمسينات
عام 1950 أخرج فورد ثلاثة أفلام. فيلم كوميدي «ويلي يسعى إلى وطنه» عن الحرب العالمية الثانية لصالح استوديو فوكس من بطولة دان دايلي. وفيلمي وسترن من إنتاجه: «سيد العربة» من تأليفه وبطولة بين جونسون، وقد ذكر فورد في مقابلة مع بيتر بوغدانوفيتش عام 1967 أنه من أقرب الأفلام إليه. و«ريو جراندي» مع جون وين ومورين أوهارا. وقد وعدته شركة التوزيع في حال نجاح الفيلم تجاريا بدعم فيلمه القادم. فأنجز فورد الفيلم في 32 يوما وبأقل عدد من الإعادات. وقد حقق الفيلم النجاح التجاري المطلوب.
اندلعت الحرب الكورية عام 1950، فعاد فورد للخدمة العسكرية واتجه إلى كوريا عام 1951 لتصوير الفيلم الوثائقي «هذه كوريا».
في 1952 عاد ليقدم فيلم «الرجل الهادئ» الذي كان يزمع تنفيذه منذ الثلاثينات. وهو فيلم كوميدي درامي ورومانسي من بطولة جون وين ومورين أوهارا مقتبس عن قصة قصيرة لروائي إيرلندي نشرت في 1933. حقق فورد الأوسكار الرابع له، وفاز الفيلم بجائزة أحسن تصوير. ثم قدم فيلم «أي ثمن للمجد» مع الممثل جيمس كاغني تدور أحداثه في الحرب العالمية الأولى بشكل كوميدي درامي.
عام 1953 أخرج فيلم الدراما «الشمس تشرق ساطعة» الذي نافس في مهرجان كان في نسخته السادسة. رغم إخفاقه تجاريا وتسببه في إفلاس شركة فورد للإنتاج، فإنه يعتبره من أفلامه المفضلة وقد وصفه بعض النقاد بأنه تحفة. ثم أخرج فيلم مغامرة «موغامبو» الذي تم تصويره في إفريقيا لصالح استوديو مترو غولدوين ماير مع الممثل كلارك غيبل والممثلة آفا غاردنر، وحقق نجاحا تجاريا هائلا وكان من أنجح أفلام السنة.
بعد توقف سنتين عاد فورد بفيلمين، أحدهما لصالح استوديو كولومبيا «الخط الرصاصي الطويل» دراما عن مهاجر إيرلندي خدم في الأكاديمية العسكرية الأمريكية مدة خمسين سنة، والآخر فيلم كوميدي بعنوان السيد روبرتس لصالح استوديو وارنر برذرز، لم يتم فورد إخراجه بسبب مشاكل مع الممثلين هنري فوندا وجيمس كاغني. في نفس السنة قدم فورد عملين للتلفزيون.
في عام 1956 قدم فورد فيلمه الشهير الباحثون مع جون وين. وقت صدوره نجح تجاريا لكنه لم ينجح نقديا. لكن مع مرور السنين تصاعد تقدير الفيلم لدى أوساط المخرجين والنقاد. وقد أثر في مخرجين مثل ديفيد لين وجان-لوك غودار ومخرجي هوليوود الجديدة. اختارته مجلة «البصر والصوت» البريطانية في تصويت للنقاد عام 2012 سابع أهم فيلم على الإطلاق. وقد قدم فيه جون وين أحد أهم أدواره، حتى أنه سمى ابنه «إيثان» على اسم شخصية الفيلم. يصف الناقد ديفد كهر الفيلم: «من خلال الصورة الرئيسية للفيلم، الفاصل ونقطة التقاء البداوة والحضارة، يستكشف فورد الانقسامات في طبيعة شخصية مجتمعنا، بحثها عن النظام وحاجتها للعنف، سعيها لروح مجتمع واحد وسعيها إلى الاستقلال».
في 1957 قدم فيلم «أجنحة النسور» أيضا مع جون وين ومورين أوهارا، لصالح استوديو مترو غولدوين ماير، وهو مقتبس ومهدى لطيار في البحرية هو أحد أصدقاء فورد.
في 1958 قدم فيلمين لصالح استوديو كولومبيا بيكتشرز: «جدعون سكوتلاند يارد» الذي تم تصويره في إنجلترا مع ممثلين بريطانيين، وهو الفيلم البوليسي الوحيد لفورد. و«التحية الأخيرة» مع سبنسر تريسي في أول تعاون بينهما منذ 28 عاما. وقد أخفق الفيلمان، خاصة الأخير الذي كلف ميزانية كبيرة. في 1959 قدم «فرسان الأحصنة» مع جون وين وويليام هولدن. فيلم وسترن وحرب يجري وقت الحرب الأهلية. كان فورد غير راض عن الفيلم خاصة بعد وفاة أحد الممثلين المشاركين.

## السنين الأخيرة

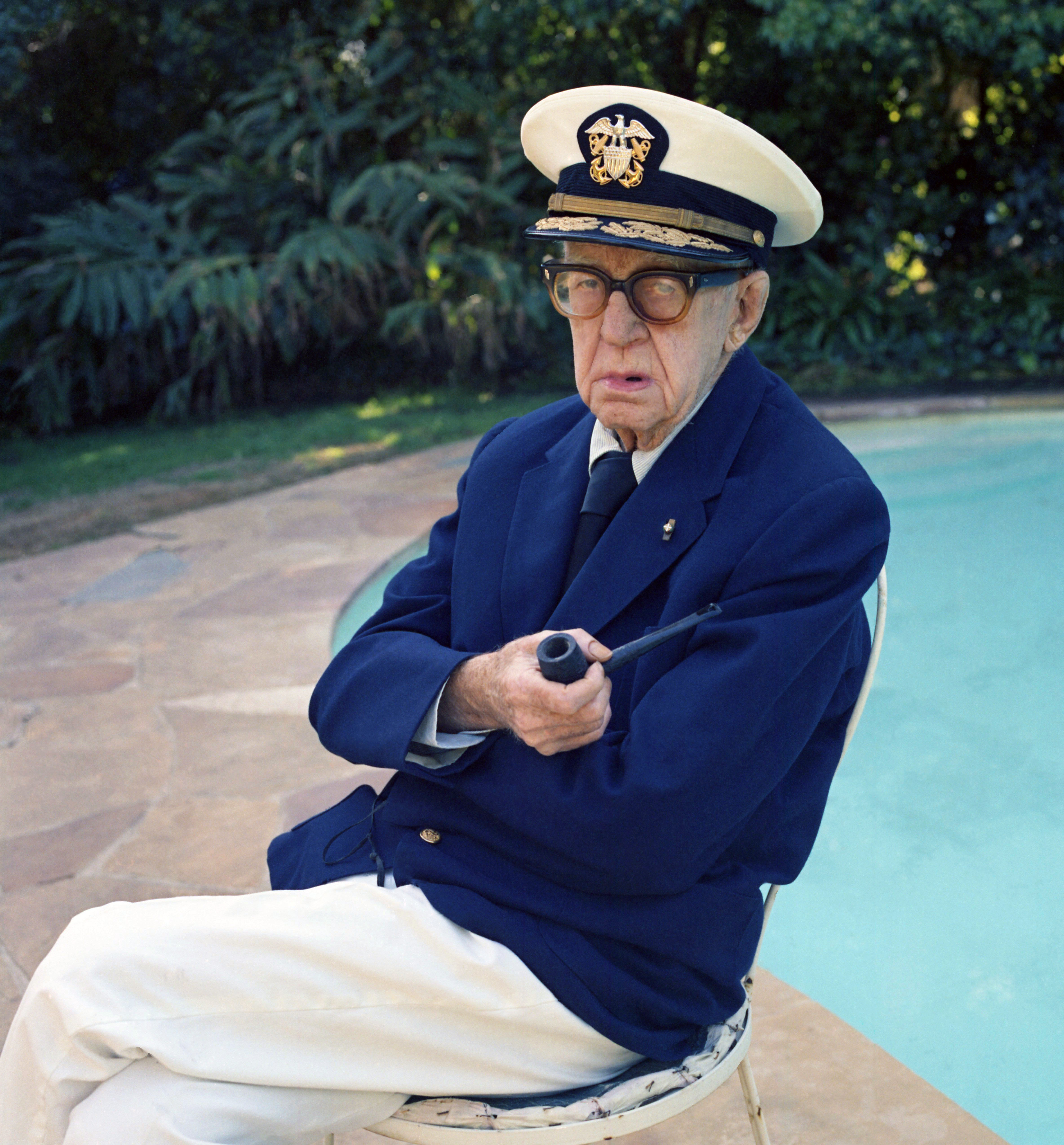
فورد في 1973

في السنوات الأخيرة، عانى فورد من تراجع في صحته. نتج ذلك -إلى حد كبير- بسبب عقود من شرب الكحول والتدخين، إضافة إلى تفاقم الجروح التي تعرض لها خلال معركة ميدواي. بدأ نظره على وجه الخصوص في التدهور بسرعة وفي لحظة ما فقد -لفترة وجيزة- نظره تماما؛ بدأت ذاكرته المذهلة أيضا تتعثر، مما جعل من الضروري له الاعتماد أكثر فأكثر على المساعدين. كما تم تقييد عمله بسبب النظام الجديد في هوليوود، ووجد صعوبة في تنفيذ العديد من مشاريعه. بحلول ستينيات القرن العشرين، تمت قولبته كمخرج وسترن، وعانى من أنه أصبح من المستحيل تقريبا حصوله على دعم لمشاريع لأنواع أخرى من الأفلام.
أفلامه الثلاثة القادمة كانت -جزئيا- من إنتاج شركته «فورد للإنتاج». «الرقيب روتلدج» (1960) عن ضابط أمريكي أسود يتهم زورا باغتصاب وقتل فتاة بيضاء. «راحلان معا» (1961) مع جيمس ستيوارت، وهو فيلم قدمه فورد من أجل المال. «الرجل الذي أطلق النار على ليبرتي فالنس» (1962) مع جون وين وجيمس ستيوارت، الذي يوصف أحيانا بأنه آخر الأفلام العظيمة التي قدمها فورد. وقد وصفته جريدة نيويورك تايمز بأنه «واحدة من كلاسيكيات الغرب العظيمة .. فيه تساءل عن دور الأسطورة في تشكيل أساطير الغرب، وقد بث هذا الموضوع في أجواء رثائية من الغرب نفسه، وانطلق من شيخوخة بطليه ستيوارت ووين».
عام 1962 أخرج فورد جزءا من فيلم وسترن ملحمي ضخم مشترك، كيف غلب الغرب، وكان الفصل الذي قدمه بعنوان «الحرب الأهلية». في 1963 قدم آخر أفلامه مع جون وين «شعبان دونوفان» وهو فيلم كوميدي تم تصويره في هاواي وحقق نجاحا تجاريا.
عام 1964 أخرج آخر فيلم وسترن له، خريف قبيلة شايان، وهو أطول أفلامه مدة وأعلاها تكلفة. وفي 1966 قدم فورد آخر أفلامه «7 نساء» من إنتاج مترو غولدوين ماير. وقد اختارته مجلة «كراسة السينما» الفرنسية واحدا من أفضل أفلام السنة. يذكر ناقد سينمائي عن مشهد الختام في الفيلم: «لم يختم مخرج آخر مسيرته بمثل هذه البراعة».

## وصلات خارجية
- جون فورد على موقع IMDb (الإنجليزية)
- جون فورد على موقع الموسوعة البريطانية (الإنجليزية)
- جون فورد على موقع روتن توميتوز (الإنجليزية)
- جون فورد على موقع مونزينجر (الألمانية)
- جون فورد على موقع ألو سيني (الفرنسية)
- جون فورد على موقع تيرنر كلاسيك موفيز (الإنجليزية)
- جون فورد على موقع أول موفي (الإنجليزية)
- جون فورد على موقع قاعدة بيانات الأفلام السويدية (السويدية)
- جون فورد على موقع إن إن دي بي (الإنجليزية)
- جون فورد على موقع قاعدة بيانات الفيلم (الإنجليزية)
- الحرارة البيضاء/العدد الثالث، شتاء 2010، عدد خاص عن جون فورد، مقالات متعددة (بالفرنسية والإيطالية والإنجليزية والبرتغالية) كتبها: جوليو بريسيني، بول فيتشيلي، ريموند بيلور، آرت ريدينج، توني دانجيلا، خوان غوروستيدي مونغويا، تاج جالجر، جوزيف ماكبرايد، جاك أومونت، جون زورن، باري جيفورد، جوليو جيوريلو، ألبرتو أبروززي، إيفا تروفوت؛ وآخرون. على موقع المجلة.
- «أعمال جون فورد حتى عام 1947» مقال لتاج جالجر، من موقع «إحساس السينما».
- «جون فورد» مقال لريتشارد فرانكلين، من موقع «إحساس السينما».
- سيرة فورد (مع ملصقات الأفلام) من موقع «أشرطة قديمة».
- السيرة الذاتية لضابط سلاح البحرية جون فورد; مجلة تاريخ سلاح البحرية من موقع مركز سلاح البحرية الأمريكي.
- جون فورد وذكريات تصوير معركة ميدواي من موقع تاريخ وتراث سلاح البحرية.
- قائمة وثائق عن جون فورد من موقع «التاريخ المرئي».
- «جون فورد» من موقع «إنهم يصورون أفلام».
- أوراق جون فورد من موقع مكتبة ليلي، جامعة إنديانا بلومينغتون.
- فورد تحت المجهر برنامج إذاعي لمايكل كونولي وكيفن ستوهر، مؤلفي كتاب جون فورد تحت المجهر.
- عمق جون فورد مقال لميجيل مارياس من موقع مجلة «حمرة» الأسترالية.
- بلاغة الإيماء مقال لشيجيهيكو هاسومي من موقع مجلة «حمرة» الأسترالية.
- العثور على أفلام مفقودة لجون فورد في نيوزيلندا موقع صحيفة الجارديان، 7 يونيو 2010.
- تأثير لوحات الغرب الأمريكي والرسومات المتخصصة على أفلام جون فورد رسالة دكتوراه قدمها وليم هوزي، عام 1986.
- موقع جون فورد الإيرلندي